# Христо Марински
Христо Цолов Марински е български офицер, генерал-майор от МВР.

## Биография
Роден е на 2 юни 1948 г. във врачанското село Кален. От 15 май 1989 г. е назначен за началник на отдел Държавна сигурност. По това време е партиен секретар на Областното управление на МВР-Михайловград. От 1991 г. до 24 март 1992 г. е началник на РДВР-Враца. В периода 11 ноември 1994 – 3 януари 1997 г. е заместник-директор на Дирекция „Народна полиция“. На 3 януари 1997 г. е назначен за директор на Националната полиция и удостоен със звание генерал-майор от МВР, на която служба е до 19 февруари с.г. Бил е част от Комисията „Андреев“ за разкриване на документи за принадлежност на български граждани към Държавна сигурност.